# Aphelochroa
Aphelochroa là một chi bọ cánh cứng trong phân họ Clerinae, họ Cleridae.